# 3193 Elliot
3193 Elliot este un asteroid din centura principală, descoperit pe 20 februarie 1982 de Edward Bowell.